# جوناثان هورتن
جوناثان آلان هورتون (بالانجليزية: Jonathan Horton)(من مواليد 31 ديسمبر 1985) هو لاعب جمباز فني أمريكي سابق. هو الحاصل على الميدالية الفضية الأولمبية لعام 2008 في الشريط العالي، وحائز على الميدالية البرونزية العالمية لعام 2010، بطل الولايات المتحدة الأولمبي الوطني مرتين، وحاصل على الميدالية 17 مرة في البطولات الوطنية الأمريكية.
في أولمبياد 2008، فاز أيضًا بميدالية برونزية مع زملائه في الفريق الأمريكي في منافسة الفرق. كما تنافس في دورة الألعاب الأولمبية الصيفية 2012 في لندن، حيث تأهل لنهائي مسابقة الشريط العالي وانتهى بالمركز السادس. في عام 2016، خضع لعملية جراحية في الكفة اليسرى، ونتيجة لذلك لم يتمكن من التأهل لأولمبياد 2016 في ريو دي جانيرو.

## قبل 2005
بدأ جوناثان ممارسة الجمباز في سن الرابعة في عام 1990. وقد ظهر لأول مرة كبالغ (على الرغم من استمراره في منافسات الصغار) في عام 2002 حيث تنافس في بطولة الولايات المتحدة الوطنية في كليفلاند بولاية أوهايو، حيث احتل المركز الأول في الحلقات والقفز، واحتل المركز الثاني في المنافسات الشاملة والحركات الأرضية، وتعادل للمركز الخامس على الشريط المرتفع. وفي عام 2003، شارك في منافسة كأس الشتاء، حيث تأهل إلى نهائيات الصنف الفردي. وفي وقت لاحق من ذلك العام، تم اختياره للتنافس مع الولايات المتحدة في ألعاب عموم أمريكا في سانتو دومينغو حيث فاز قاد فريقه للفوز بالميدالية البرونزية وحصل على المركز الرابع على جميع الأصعدة.
تنافس هورتون في كل من تجارب المنتخبين الوطنيين والأولمبيين الأمريكيين في عام 2004، حيث احتل المركز الثالث عشر. وفي نفس العام التحق بجامعة أوكلاهوما. تم استدعاءه من قبل عدة جامعات بكل من ولاية أيوا، ميتشيغان، ولاية أوهايو، أوكلاهوما وولاية بنسلفانيا، واختار المنافسة في جامعة أوكلاهوما ابتداءً من عام 2004 والرابطة الوطنية لرياضة الجامعات موسم 2004-2005.

## من 2005 إلى 2008
من 2005 إلى 2008، تنافس هورتون مع فريق الجمباز أوكلاهوما سونرز جنبًا إلى جنب مع زملائه في الفريق العالمي لسنتي 2010 و2011 كريس بروكس وستيفن ليجيندر. خلال الفترة التي قضاها في التنافس على أوكلاهوما، فاز بستة ألقاب في الرابطة الوطنية لرياضة الجامعات و18 تكريمًا أمريكيًا، محطمًا الرقم القياسي الذي بلغه بارت كونر سابقًا. سجله في «أو» للألقاب والتكريمات لا يزال قائما.
في عام 2005، تنافس هورتون مرة أخرى في منافسات كأس الشتاء، واحتل المركز الثامن في المسابقات الشاملة واختير مرة أخرى لتمثيل المنتخب الوطني الأمريكي.
في بداية عام 2006، وخلال السنة الثانية لهورتون في «أو»، فاز بميدالية فضية شاملة في مسابقات كأس الشتاء. وانتقل للتنافس في الكأس الأمريكية حيث فاز بالمسابقات الشاملة. في صيف نفس العام شارك في البطولات الوطنية الأمريكية حيث فاز بالميدالية الذهبية في الحركات الفردية، كما فاز بالميدالية الفضية في المسابقات الشاملة والبرونزية في الشريط الأفقي. أدى أدائه المتميز إلى اختياره لتمثيل الولايات المتحدة الأمريكية في بطولة العالم للجمباز الفني لعام 2006 في آرهوس. ولكون أن الفريق صغير وعديم الخبرة، احتلوا المركز 13 في جولات التصفيات ولم يصلوا إلى نهائيات البطولة.

## روابط خارجية
- جوناثان هورتن على موقع الاتحاد الدولي للجمباز (licence) (الإنجليزية)
- جوناثان هورتن على موقع الاتحاد الدولي للجمباز (biography) (الإنجليزية)
- جوناثان هورتن على موقع الاتحاد الأمريكي للجمباز (الإنجليزية)
- جوناثان هورتن على موقع اللجنة الأولمبية الدولية (الإنجليزية)
- جوناثان هورتن على موقع أوليمبيديا (الإنجليزية)
- جوناثان هورتن على موقع اللجنة الأولمبية والبارالمبية الأمريكية (الإنجليزية)